# 프로젝트 런웨이 올스타
《프로젝트 런웨이 올스타》는 2012년부터 2019년까지 미국에서 7시즌에 걸쳐 방송된 디자이너 선발 오디션 프로그램이다.